# Friedrich Karl Wex

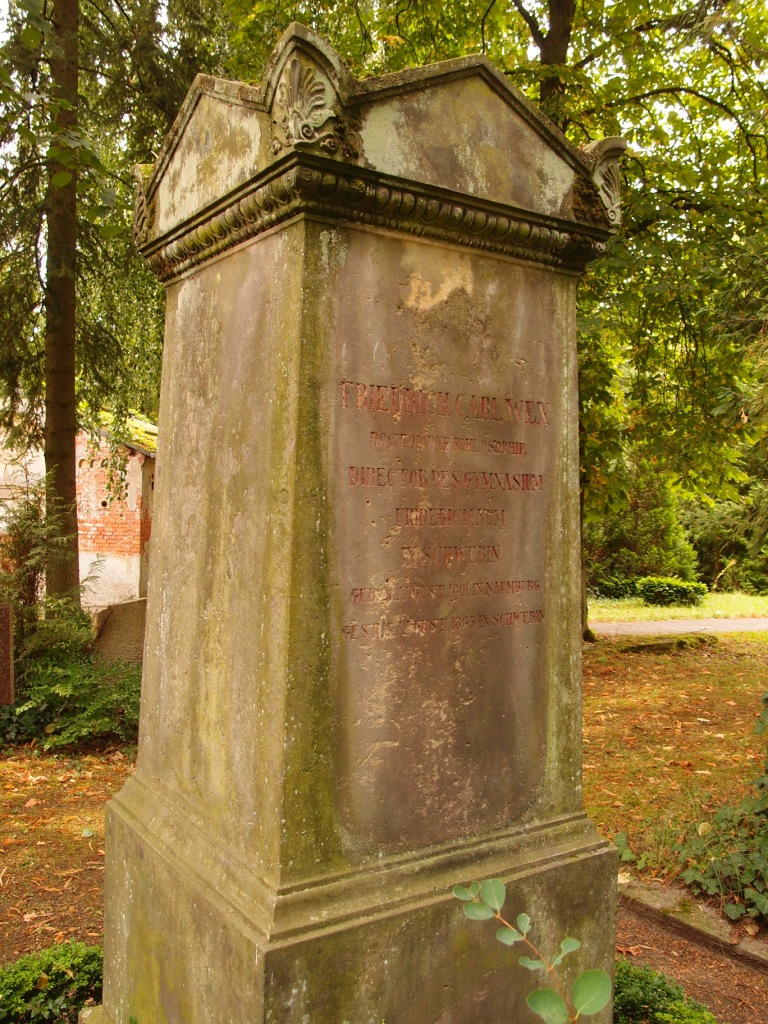
Grab von Friedrich Karl Wex auf dem Alten Friedhof in Schwerin

Friedrich Karl Wex, auch Friedrich Carl Wex, Carl Friedrich Wex, Karl Friedrich Wex, latinisiert Fridericus Carolus Wex (* 27. August 1801 in Naumburg; † 8. August 1865 in Schwerin) war ein deutscher Altphilologe, Gymnasiallehrer und Direktor des traditionsreichen Gymnasiums Fridericianum in Schwerin.
Friedrich Karl Wex wurde geboren als Sohn des Feilenhauermeisters und Ackerbürgers Johann Friedrich Wex und dessen Frau Johanne Rosine, geb.  Hommel. Er studierte von 1821 bis 1825 an der Universität Halle orientalische Sprachen bei Wilhelm Gesenius, Philologie und Theologie sowie Mathematik bei Johann Friedrich Pfaff. 1825 promovierte er in klassischer Philologie, die auch sein Hauptarbeitsgebiet wurde. 1830 wurde er Direktor des Gymnasiums in Aschersleben. Von 1833 bis 1865 war er Gymnasialdirektor des bedeutenden, 1553 gegründeten Fridericianums in Schwerin. 1835 wurde er Mitglied im Verein für mecklenburgische Geschichte und Altertumskunde und war 1851 Mitgründer und ab 1857 Ehrenmitglied des Wissenschaftlichen Vereins in Schwerin. Zum 300-jährigen Bestehen des Gymnasiums wurde Wex 1853 zum Ehrenbürger von Schwerin ernannt.
An Werken überliefert sind einige Monografien (u. a. über Plautus und die Punici), eine Festschrift für Großherzog Friederich über Tacitus’ Agricola und kritische Analysen zu Arbeiten von Heinrich Ewald und Wilhelm Gesenius. 1825 hielt er eine bewegende Grabrede für Johann Friedrich Pfaff, die in den Mathematischen Annalen veröffentlicht wurde.
Wex hatte am 31. Juli 1832 in Aschersleben Augustine Caroline Charlotte Friederike, geb. Koerte, geheiratet, Tochter eines gewesenen Rittmeisters und Ratsherrn. Bekannt ist ein Sohn, Richard Wex (1840–1895), der Jurist wurde.